# Ana Ruiz
Ana María Ruiz Domínguez (Sevilla, España; 7 de junio de 1979) es una actriz, presentadora y cantante española.

## Biografía
Ha sido presentadora del programa infantil Zona Disney y de otros programas infantiles como Zona 7 y La Banda del Sur. En el cine ha participado en la película Amar y morir en Sevilla (2001), El hombre de arena (2007) y Miau (2018). También tiene una larga trayectoria como actriz teatral con obras como Don Juan Tenorio o Un marido de ida y vuelta, Don José, Pepe y Pepito de Luca de Tena, Doña Rosita la soltera de García Lorca, El balancín y  La importancia de llamarse Ernesto de Oscar Wilde. 
En televisión, Ana Ruiz ha participado en la serie Impares de Antena 3, y además de haber presentado el programa de fin de año 2007 de Telecinco junto a Carmen Alcayde y Christian Gálvez, interpretó a Sofía Guillén, la telefonista de Camera Café. Igualmente participó en Fibrilando para Telecinco.
Ha trabajado en el musical basado en la historieta Mortadelo y Filemón "El Fantoche de la Opereta" en Barcelona, interpretando el papel de Maruli y ha participado en las series de televisión Generación dF, La familia Mata, y Gran Hotel en Antena 3, así como en Amar en tiempos revueltos en La 1.
Presentó, junto con Manuel Sarriá y posteriormente Santi Rodríguez, el programa de bromas de cámaras ocultas El gran queo en el canal autonómico Canal Sur.
Ella fue quien dio las famosas fallidas campanadas de Canal Sur (un error hizo que se cortara la emisión) durante la Nochevieja de 2014.
Durante el curso 2021-2022 presentó el concurso Lingo en Canal Sur.  

## Filmografía

### Largometrajes
| Año  | Título                                | Personaje                                      | Dirección            |
| ---- | ------------------------------------- | ---------------------------------------------- | -------------------- |
| 2001 | Amar y morir en Sevilla               | Doña Inés                                      | Víctor Barrera       |
| 2004 | Sobran las palabras                   |                                                |                      |
| 2005 | Los recuerdos de Alicia               | Mandi                                          | Manuel Estudillo     |
| 2007 | El hombre de arena                    | Silvia                                         | José Manuel González |
| 2011 | Seis motivos para dudar de tus amigos | Sara                                           | Vicent Monsonís      |
| 2014 | Las hijas de Danao                    | Anne Sadoul, soprano en el papel de Plancippe) | Fran Kapilla         |
| 2018 | Miau                                  | Michelle                                       | Ignacio Estaregui    |

### Cortometrajes
| Año  | Título      | Personaje          | Dirección |
| ---- | ----------- | ------------------ | --------- |
| 2015 | La cuñadita | Prometida de Julio |           |

### Series de televisión
| Año       | Título                                         | Personaje                        | Canal     |
| --------- | ---------------------------------------------- | -------------------------------- | --------- |
| 2005      | Arrayán                                        |                                  | Canal Sur |
| 2005      | Los recuerdos de Alicia                        | Mandi                            |           |
| 2007-2009 | Camera Café                                    | Sofía Guillén                    | Telecinco |
| 2008      | Impares                                        | Sonsoles Bermejo                 | Antena 3  |
| 2008      | Generación D.F. "Generación después de Franco" | Alicia                           |           |
| 2008      | La Familia Mata                                | Carla                            | Antena 3  |
| 2009      | Fibrilando                                     | Sofía Guillén                    | Telecinco |
| 2009-2010 | Amar en tiempos revueltos                      | Cayetana Nebrera Sáez-Ventimilla | La 1      |
| 2011      | Aída                                           | Marga                            | Telecinco |
| 2011      | Gran Hotel                                     | Victoria                         | Antena3   |
| 2016-2017 | Centro médico                                  | Lorena                           | La 1      |
| 2017-2018 | Entreolivos                                    | Mónica Peña                      | Canal Sur |
| 2019-2020 | Mercado central                                | Cristina Puertas                 | La 1      |

### Programas de televisión
- La Banda del Sur. Canal Sur
- Zona 7. Disney Channel
- Zona Disney. Disney Channel
- Especial de fin año. Tele5
- El Gran Queo. Canal Sur
- Campanadas de fin de año. Canal Sur
- Lingo. (2021-2022) Canal Sur

### Teatro
- El Balancín (2006)
- Mortadelo y Filemón (2008)
- La importancia de llamarse Ernesto (2009)
- El galán fantasma (2010)
- Las 7 vidas del gato (2011)
- Historia de 2 (2012)
- De par en par (2012)
- Aquí no paga nadie (¡Sin paga, nadie paga!) (2013)
- Última edición (2014)
- Si la cosa funciona (2015-2016)[5][6]
- Cyrano de Bergerac (2017-2020)
- Eduardo II. Ojos de Niebla (2020-2021)
- Esta noche se improvisa la comedia (2022)
- Don Juan en Alcalá (2023)
- La Regenta (2024)